# 順泰控股
順泰控股集團有限公司，簡稱順泰控股，以及順泰控股集團（英語：Sheen Tai Holdings Group Company Limited，港交所：1335），在1995年由現任主席郭玉民和配偶夏煜，於香港創立「順華（香港）有限公司」，當時主要從事香煙包裝材料的貿易。
其後在2002年於江蘇創立「江蘇金格潤科技有限公司」，後在2007年於山東青島成立「青島英諾包裝科技有限公司」，它們分別主要經營開發煙用印刷薄膜，以及銷售及製造薄膜（包括香煙薄膜及非香煙薄膜）；2008年成立「江蘇順泰包裝印刷科技有限公司」，主要經營銷售及製造香煙紙盒。
總括來說，現時主要經營生產、銷售等香煙紙盒、香煙薄膜和防偽薄膜業務，總裁為曾向陽，總部位於中國江蘇省淮安市清河新區深圳東路88號，以及香港中環康樂廣場1號怡和大廈20樓2001-2005室。
而該股份在2012年6月29日於港交所主板上市。招股價為1.68港元，配售發行股份為1億股，集資額為1.68億港元。

## 連結
- SheenTai.com （页面存档备份，存于）